# استقلال مالي
الاستقلال المالي يستخدم مصطلح الاستقلال المالي عموما لوصف حالة وجود ثروة شخصية مناسبة للعيش، دون الحاجة إلى العمل بنشاط من أجل الضروريات الأساسية. بالنسبة للأشخاص مستقلين ماليا يجب أن يكون دخلهم أكثر من نفقاتهم.
ملاحظة: الاستقلال المادي يختلف عن رأس مال المشروع الذي يحتاجه مشروعك فمثلا لو افترضنا بأن مشروعك بحاجة إلى رأس مال مقداره (100) ألف ريال ومصاريفك الشهرية عبارة عن (4000) ريال فأنت بحاجة لتملك ما مقداره (124) ألف ريال بمثال أنك تود أن تكون مستقل ماديا لمدة (6) أشهر.